# Bistum Ciudad Guayana
Das Bistum Ciudad Guayana (lateinisch Dioecesis Civitatis Guayanensis) ist eine in Venezuela gelegene römisch-katholische Diözese mit Sitz in Ciudad Guayana.

## Geschichte
Das Bistum Ciudad Guayana wurde am 20. August 1979 durch Papst Johannes Paul II. mit der Apostolischen Konstitution Cum nos aus Gebietsabtretungen des Erzbistums Ciudad Bolívar errichtet und diesem als Suffraganbistum unterstellt.

## Bischöfe von Ciudad Guayana
- Medardo Luis Luzardo Romero, 1979–1986, dann Erzbischof von Ciudad Bolívar
- José de Jesús Núñez Viloria, 1987–1990
- Ubaldo Ramón Santana Sequera FMI, 1991–2000, dann Erzbischof von Maracaibo
- Mariano José Parra Sandoval, 2001–2016, dann Erzbischof von Coro
- Helizandro Terán Bermúdez OSA, 2017–2022, dann Koadjutorerzbischof von Mérida
- Carlos Alfredo Cabezas Mendoza, seit 2022